# Rudolf Brunngraber
Rudolf Brunngraber, född 1901, död 1960, var en österrikisk författare.
Brunngraber förlorade sin far i första världskriget och fick lov att avbryta sin utbildning till förskollärare. Han reste runt världen och besökte olika länder bland annat Sverige och provade på olika yrken. Åter i Wien 1922 studerade Brunngraber först konst, sedan nationalekonomi. Han slog snabbt igenom som författare med debutboken Karl und das zwanzigste Jahrhundert (1933) som belyste den enskildes beroende av det politiska och ekonomiska livet. Bland de nästföljande verken märks romanen Radium (1936, svensk översättning 1938) med motiv från medicinens och teknikens värld, Die Engel in Atlantis (1938) som skildrar ett liv före syndafloden, Opiumkrieg (1939) och Zucker aus Cuba (1941) som gav återblickar på striderna kring sockerindustrin på Kuba 1915-1933.